# El Jocoyol
El Jocoyol är en ort i kommunen Santo Tomás i delstaten Mexiko i Mexiko. Samhället hade 78 invånare vid folkräkningen 2020.